# Dugesiella anitahoffmannae
Dugesiella anitahoffmannae (Synonym: Aphonopelma anitahoffmannae) ist eine mexikanische Vogelspinnenart, die 2005 beschrieben wurde. Der Artname wurde zu Ehren der Arachnologin Anita Hoffmann gewählt, die sich in ihrer Arbeit mexikanischen Spinnentieren widmete. Ein Männchen und ein Weibchen dieser Vogelspinnenart wurden im Parque Ecológico Cuicuilco vom mexikanischen Arachnologen Arturo Locht am 30. Juni 2000 und am 1. Juli 2001 entdeckt.

## Merkmale
Das Weibchen hat ein dunkelbraunes bis dunkelgraues Prosoma. Das Opisthosoma, die Beine und die Taster sind dunkelbraun gefärbt und haben längere, hellbraune bis rötliche Haare, die der Spinne ein struppiges Aussehen geben. Die Männchen gleichen in der Färbung den Weibchen, sind allerdings schlanker gebaut und wirken weniger struppig. Die Weibchen werden ungefähr vier Zentimeter lang (von den Beißklauen bis zu den Spinnwarzen gemessen), die Männchen bleiben mit ungefähr drei Zentimetern ein wenig kleiner.

## Verbreitung
Dugesiella anitahoffmannae kommt im Parque Ecológico Cuicuilco, südlich von Mexiko-Stadt vor. Das ist ein urban eingeschlossenes Gebiet, das Umweltbelastungen durch die anliegende Zivilisation ausgesetzt ist, wie Luftverschmutzung und den veränderten Lichtverhältnissen durch künstliche Beleuchtung. Der Park liegt in der Höhe von 2300 Meter über Meer. Die Durchschnittstemperaturen über das Jahr betragen 15,5 °C. Von Juni bis Oktober herrscht eine Regenphase, die in den Monaten November bis Mai von einer Trockenperiode abgelöst wird. Es fällt durchschnittlich etwa 880 mm Regen. Das Gelände beheimatet dürre-resistente Pflanzen, wie diverse Gräserarten, Wüstengebüsch und bis zu sieben Meter hohe Bäume.

## Systematik
Aufgrund der diagnostischen Analyse der taxonomischen Merkmale des Weibchens dieser neuen Aphonopelma-Art, insbesondere der Existenz von Reizhaartypen I und III auf dem Opisthosoma sowie der Breite des Receptaculum seminis wurde die Art Aphonopelma albiceps wieder zurück in die Gattung Brachypelma transferiert. 2022 wurde von R. Gabriel die Gattung Dugesiella wiedererrichtet und Aphonopelma anitahoffmannae als Dugesiella hoffmannae in diese Gattung gestellt.